# Casa Esteve
La Casa Esteve és un masia situada al municipi Navès, a la comarca catalana del Solsonès.